# Магашичи
Магашичи (серб. Магашићи / Magašići) — село в общине Братунац Республики Сербской Боснии и Герцеговины. Население составляет 545 человек по переписи 2013 года.

## География
Занимаемая площадь — 1065 гектара.